# Krésna (ville)
Pour les articles homonymes, voir Krésna.
Krésna (Кресна en bulgare) est une ville du sud-ouest de la Bulgarie.

## Géographie
La ville de Krésna est situé dans le sud-ouest de la Bulgarie, à 110 km au sud de Sofia. Elle est le chef-lieu de la commune de Krésna

## Histoire
La localité est apparue en 1926, sous le nom de Gara Pirin (Gare Pirin). Elle a été renommée, en 1978, à l'occasion de sa transformation en ville et chef-lieu de commune.